# Quirima
Quirima – miasto w Angoli, w prowincji Malanje.